# Una vacanza di tutto... lavoro
Una vacanza di tutto... lavoro (Horse Sense) è un film per la televisione del 1999 con protagonisti i fratelli Joey e Andrew Lawrence. Il film ha in seguito avuto un sequel nel 2001 dal titolo In vacanza con i pirati.

## Trama
L'adolescente Tommy che ha perso da poco il padre, decide di lasciare il ranch in cui vive con la madre per recarsi a Los Angeles dal cugino Michael. Costui, attratto solo dalle donne e dalle belle macchine, finisce per trascurarlo. Deluso Tommy torna a casa dalla mamma, ma sta per accadere qualcosa che cambierà la sua vita e quella del cugino.

## Cast
- Joseph Lawrence - Michael Woods
- Andrew Lawrence - Tommy Biggs
- Susan Walters - Jules Biggs
- M.C. Gainey - Twister
- Leann Hunley - Jacy Woods
- Robin Thomas - Glenn Woods
- Jolie Jenkins - Gina
- Steve Reevis - Mule
- Freda Foh Shen - Arlene
- Ian Ogilvy - Miles
- Nancy Renee - Professor Mallory Baynes
- Channing Chase - Diedre White
- Tom Virtue - Investment Banker
- Mike Trachtenberg - Lou
- Dan Martin - Officer
- Holmes Osborne - Mr. Hawthorne

## Curiosità
In una scena del film, quando Michael mostra a Tommy il televisore universale, su questo si intravede una scena del film Brink! Sfida su rotelle, altro film Disney per la televisione del 1998.